# Аннексия Судет

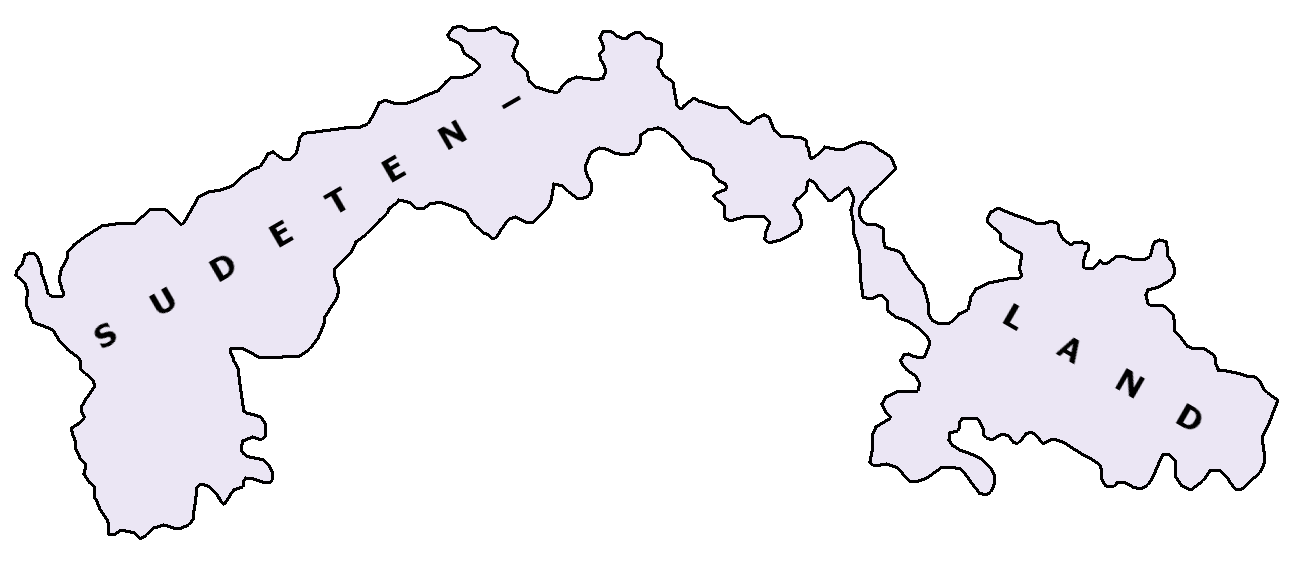
Рейхсгау Судетская область / рейхсгау Судетенланд (1938—1945)

Раздел и захват территории Чехословакии в 1938—1939 гг. Германией, Польшей и Венгрией

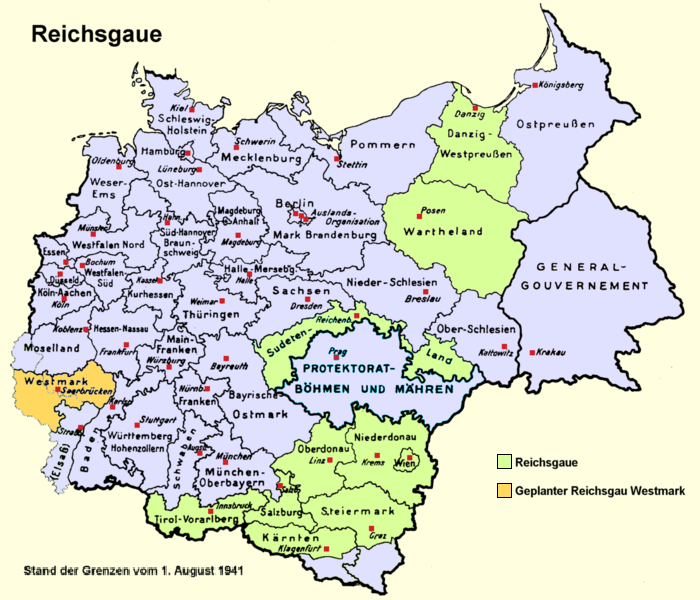
Рейхсгау Судетенланд в составе нацистской Германии

Аннексия Судетской области — первый этап оккупации Чехословакии нацистской Германией перед Второй мировой войной, осуществлённый 1—10 октября 1938 года с согласия Великобритании, Франции и Италии в соответствии с Мюнхенским соглашением.
В 1938 году пронацистская Судето-немецкая партия спровоцировала крупные беспорядки в приграничных областях Чехословакии, обратившись к германскому руководству с просьбой о помощи. Воспользовавшись численным и военным преимуществом, Германия аннексировала Судеты (а также часть территорий Чехии и Моравии), на 90 % населённые немцами.
По Мюнхенскому соглашению 1938 года Судетская область вошла в состав нацистской Германии, до 1945 года образовывала в части Судетской области рейхсгау Судетенланд (нем. Reischsgau Sudetenland), со столицей в Рейхенберге (Либерце), имела также округа в Ауссиге, Карлсбаде и Троппау. Некоторые районы были присоединены к Силезии (Глучинская область), Баварии и к Остмарк — бывшей Австрии (рейхсгау Верхний Дунай и рейхсгау Нижний Дунай).
21 сентября 1938 года, в самый разгар Судетского кризиса, Польша предъявила Чехословакии ультиматум о «возвращении» им Тешинской области, (где проживало 80 тысяч поляков и 120 тысяч чехов) и 30 сентября, в день подписания Мюнхенского соглашения (одновременно с немецкими войсками, занимавшими Судеты), ввела в Тешинскую область свою армию; в это же время Венгрия оккупировала южные и восточные регионы Словакии. Это фактически положило конец Первой Чехословацкой Республике, которую сменила недолговечная Вторая Чехословацкая республика.
Территория Чехословакии значительно сократилась: страна превратилась в легкоуязвимое государство. Между тем произошел конфликт правительства с армией: некоторые генералы (Войцеховский, Прхала, Крейчи) выступали за оказание сопротивления, а генерал Прхала готовил переворот. Многие солдаты и офицеры также отказывались выполнять условия соглашения и, вместе с тем, покидать свои позиции. Некоторые заканчивали свою жизнь самоубийством (к примеру, что и сделал сержант Арношт Град). Тем временем германские войска оказались в 30 км от Праги. Кроме того, 3 декабря был заключён секретный договор с Чехословакией, согласно которому она не могла «держать укрепления и заграждения на границе с Германией». 14 марта 1939 года Гитлер вызвал чехословацкого президента Эмиля Гаху в Берлин и потребовал принять германский протекторат. Гаха согласился на это, и германская армия вошла в страну. 16 марта был провозглашён протекторат Богемии и Моравии.
18 октября 1938 года была учреждена медаль «В память 1 октября 1938 года», которой награждались участвовавшие в аннексии Судетской области Чехословакии. На обратной стороне медали по центру размещалась надпись «1. Oktober 1938» и по кругу — «нем. Ein Volk, Ein Reich, Ein Führer» («Один народ, одно государство, один вождь»).